# Cantón de Vic-en-Bigorre
El cantón de Vic-en-Bigorre es una división administrativa francesa, situada en el departamento de Altos Pirineos y la región de Mediodía-Pirineos.

## Composición
El cantón de Vic-en-Bigorre incluye quince comunas:
- Vic-en-Bigorre
- Andrest
- Artagnan
- Caixon
- Camalès
- Escaunets
- Marsac
- Nouilhan
- Pujo
- Saint-Lézer
- Sanous
- Siarrouy
- Talazac
- Villenave-près-Marsac
- Villenave-près-Béarn